# Српска књига мртвих
Српска књига мртвих. Танатологике I је стручна монографија аутора Бојана Јовановића, српског антрополога, књижевника и синеасте. Књига је објављена у издању Градине из Ниша 1992. године. Поновљења издања објављена су 2002 у збирци "Enciklopedia serbica" у издању Прометеја, 2015. у Колекцији "Изабрана дела Бојана Јовановића" Службеног гласника, као и 1. Деретино допуњено издање 2019. године.

## О књизи
Однос према умрлима у свакој традицији одређен је ритуалима њиховог одвајања из заједнице којој је покојник припадао и увођења усвет мртвих. Пракса самртних, погребних и посмртних ритуала изражава одређене представе о људској души и загробном свету. Неписана обредна правила у српској традиционалној култури имају функцију исту као и оне код познатих текстова Египатске књиге мртвих и Тибетанске књиге мртвих. Та правила су преношена са генерације на генерацију, чувана су у народном усменом памћењу. Постоје исто тако и локалне варијанте ритуала у српској традицији. Уобличен у текст тај обредни образац постао је Књига мртвих која представља повод за читање и тумачење ритуалне симболике.
Српска књига мртвих проучава енигму смрти и мистерију рођења као и питање о томе шта следи након живота и шта претходи доласку на свет. Живот и смрт као супротстављени појмови потврђују се међусобном негацијом и условљеношћу. Овоземаљски и оноземаљски свет потпуно су различити, супротни и међусобно искључиви. Могућност комуникације између њих постоји једино приликом доласка на овај или одласка на онај свет. У том смислу је од посебног значаја идентитет просторновременског сегмента међусвета, сегмента у коме се и одвија процес прелаза и међусобне комуникације између хтонског и овоземаљског. Одређен почетком и крајем, живот појединца управо у овим граничним тачкама достиже највећу драматичну неизвесност. Смрт је повод обреду којим се појединац испраћа са овог света и уводи у други свет. Представа о крају овоземаљског отворила је и могућност веровања у један нови почетак.
Анализа знакова и значења смрти у обредним поступцима и веровањима српског народа имплицира и могућност откривања правила ритуала и интегралног схватања живота као целовитог погледа на свет. Због тога се и критеријум успешности овог истражиавња може исказати само дометом општијих сазнајних искустава који могу да омогуће и шири увид у друге културне садржаје.

## Вуди још
- Обичаји
- Веровање
- Смрт